# Szymon Walków
Szymon Walków (* 22. září 1995 Vratislav) je polský profesionální tenista, deblový specialista. Ve své dosavadní kariéře na okruhu ATP Tour nevyhrál žádný turnaj. Na challengerech ATP a okruhu ITF získal jeden titul ve dvouhře a dvacet tři trofejí ve čtyřhře.
Na žebříčku ATP byl ve dvouhře nejvýše klasifikován v prosinci 2018 na 818. místě a ve čtyřhře v červnu 203 na 86. místě. Trénuje ho Marcel Du Coudray.
V polském daviscupovém týmu debutoval v roce 2020 kališskou baráží 2. světové skupiny proti Hongkongu, v níž s Janem Zielińskim vyhráli čtyřhru. Poláci zvítězili 4:0 na zápasy. Do září 2023 v soutěži nastoupil ke dvěma mezistátním utkáním s bilancí 0–0 ve dvouhře a 1–1 ve čtyřhře.
Narodil se do tenisově založené rodiny. Otec Jan Walków spojil tenisové aktivity s centrem v Lubawce. Starší bratr Michał Walków hrál také tenis, než se začal věnovat trenérství.

## Tenisová kariéra
Na okruhu ATP Tour debutoval vídeňskou čtyřhrou Erste Bank Open 2020, do níž postoupil s krajanem Karolem Drzewieckim z kvalifikace. V úvodu podlehli nejvýše nasazeným Matemu Pavićovi a Brunovi Soaresovi. Již na třetím odehraném turnaji organizovaném ATP se probojoval do finále, když s polským spoluhráčem Janem Zielińskim prošli do souboje o deblový titul na antukovém Swiss Open Gstaad 2021. V utkání však nestačili na Švýcary Marka-Andreu Hüslera a Dominica Strickera startující na divokou kartu. Na příjmu získali jen jedinou z 35 výměn.
Na grandslamu debutoval v deblu French Open 2021 po boku krajana Huberta Hurkacze. V úvodním kole získali jen dva gamy na španělsko-argentinské turnajové čtyřky Marcela Granollerse s Horaciem Zeballosem. První grandslamový zápas vyhrál ve čtyřhře US Open 2021, kde s Hurkaczem vyřadili favorizované, páté nasazené Kolumbijce Juana Sebastiána Cabala s Robertem Farahem. Poté však nenašli recept na Australany Matthewa Ebdena a Maxe Purcella.

## Finále na okruhu ATP Tour
| Legenda                   |
| ------------------------- |
| D – dvouhra; Č – čtyřhra  |
| Grand Slam (0)            |
| Turnaj mistrů (0)         |
| ATP Tour Masters 1000 (0) |
| ATP Tour 500 (0)          |
| ATP Tour 250 (0–1)        |

### Čtyřhra: 1 (0–1)
| Stav      | č. | datum         | turnaj            | povrch | spoluhráč     | soupeři ve finále                   | výsledek      |
| --------- | -- | ------------- | ----------------- | ------ | ------------- | ----------------------------------- | ------------- |
| Finalista | 1. | červenec 2021 | Gstaad, Švýcarsko | antuka | Jan Zieliński | Marc-Andrea Hüsler Dominic Stricker | 1–6, 6–7(7–9) |

## Tituly na challengerech ATP a okruhu ITF
| Legenda                  |
| ------------------------ |
| D – dvouhra; Č – čtyřhra |
| Challengery (0 D; 11 Č)  |
| ITF (1 D; 12 Č)          |

### Dvouhra (1 titul)
| Č. | datum      | turnaj           | povrch | poražený finalista | výsledek      |
| -- | ---------- | ---------------- | ------ | ------------------ | ------------- |
| 1. | srpen 2018 | Koszalin, Polsko | antuka | Maciej Rajski      | 4–6, 7–5, 6–1 |

### Čtyřhra (23 titulů)
| Č.  | datum         | turnaj                           | povrch  | spoluhráč                | poražení finalisté                 | výsledek                |
| --- | ------------- | -------------------------------- | ------- | ------------------------ | ---------------------------------- | ----------------------- |
| 1.  | červen 2016   | Koszalin, Polsko                 | antuka  | Kamil Gajewski           | Adam Majchrowicz Grzegorz Panfil   | 6–2, 6–1                |
| 2.  | říjen 2016    | Šarm aš-Šajch, Egypt             | tvrdý   | Kamil Gajewski           | Antonio Massara Andrea Vavassori   | 7–6(8–6), 6–3           |
| 3.  | září 2017     | Koszalin, Polsko                 | antuka  | Iván Endara              | Michal Dembek Marcin Gawron        | 6–3, 2–6, [10–7]        |
| 4.  | listopad 2017 | Milovice, Česko                  | tvrdý   | Marek Gengel             | Michal Konečný Filip Duda          | 6–3, 6–7(4–7), [10–5]   |
| 5.  | listopad 2017 | Říčany, Česko                    | tvrdý   | Karol Drzewiecki         | Matěj Vocel Michael Vrbenský       | 3–6, 6–3, [10–8]        |
| 6.  | duben 2018    | Santa Margherita Di Pula, Itálie | antuka  | Sekou Bangoura           | Vasile Antonescu Patrick Grigoriu  | 6–4, 6–4                |
| 7.  | květen 2018   | Ustroň, Polsko                   | antuka  | Sekou Bangoura           | Vít Kopřiva David Poljak           | 0–6, 6–1, [10–4]        |
| 8.  | červen 2018   | Poznaň, Polsko                   | antuka  | Mateusz Kowalczyk        | Attila Balázs Andrea Vavassori     | 7–5, 6–7(8–10), [10–8]  |
| 9.  | srpen 2018    | Sopoty, Polsko                   | antuka  | Mateusz Kowalczyk        | Ruben Gonzales Nathaniel Lammons   | 7–6(8–6), 6–3           |
| 10. | srpen 2018    | Poznaň, Polsko                   | antuka  | Tomasz Bednarek          | Mateusz Kowalczyk Karol Drzewiecki | 6–4, 6–3                |
| 11. | listopad 2018 | Milovice, Česko                  | tvrdý   | Karol Drzewiecki         | Dominik Langmajer Daniel Lustig    | 5–7, 7–6(9–7), [15–13]  |
| 12. | listopad 2018 | Andria, Itálie                   | tvrdý   | Karol Drzewiecki         | Marc-Andrea Hüsler David Pel       | 7–6(12–10), 2–6, [11–9] |
| 13. | leden 2019    | Nussloch, Německo                | koberec | Karol Drzewiecki         | Marek Gengel Danylo Kaleničenko    | 7–5, 6–3                |
| 14. | únor 2020     | Glasgow, pojené království       | tvrdý   | Jan Zieliński            | Evan Hoyt Simon Freund             | 6–1, 6–1                |
| 15. | březen 2020   | Sunderland, Spojené království   | tvrdý   | Jan Zieliński            | Jesper De Jong Bart Stevens        | 6–4, 6–4                |
| 16. | říjen 2020    | Biella, Itálie                   | antuka  | Harri Heliövaara         | Lloyd Glasspool Alex Lawson        | 7–5, 6–3                |
| 17. | říjen 2020    | Barcelona, Španělsko             | antuka  | Tristan-Samuel Weissborn | Harri Heliövaara Alex Lawson       | 6–1, 4–6, [10–8]        |
| 18. | duben 2021    | Split, Chorvatsko                | antuka  | Jan Zieliński            | Grégoire Barrère Albano Olivetti   | 6–2, 7–5                |
| 19. | červenec 2021 | Braunschweig, Německo            | antuka  | Jan Zieliński            | Ivan Sabanov Matej Sabanov         | 6–4, 4–6, [10–4]        |
| 20. | srpen 2021    | Meerbusch, Německo               | antuka  | Jan Zieliński            | Dustin Brown Robin Haase           | 6–3, 6–1                |
| 21. | duben 2022    | Praha, Česko                     | antuka  | Francisco Cabral         | Tristan Lamasine Lucas Pouille     | 6–2, 7–6(14–12)         |
| 22. | květen 2022   | Poznaň, Polsko                   | antuka  | Hunter Reese             | Marek Gengel Adam Pavlásek         | 1–6, 6–3, [10–6]        |
| 23. | srpen 2022    | Meerbusch, Německo               | antuka  | David Pel                | Neil Oberleitner Philipp Oswald    | 7–5, 6–1                |